# マイク・クイック
マイク・クイック（Michael Anthony Quick、1959年3月14日- ）はノースカロライナ州ハムレット出身のアメリカンフットボール選手。NFLのフィラデルフィア・イーグルスで9シーズンプレーした。ポジションはワイドレシーバー。

## 経歴
ノースカロライナ州立大学から1982年のNFLドラフト1巡全体20位でフィラデルフィア・イーグルスに指名されて入団した。2年目の1983年から1987年まで5年連続でプロボウルに選出された。1983年にはNFLトップの1,409ヤードをレシーブで獲得、これはイーグルスのチーム記録にもなった。1985年にもNFL2位の1,247ヤードを獲得している。1985年11月10日のアトランタ・ファルコンズ戦では、オーバータイムに自陣1ヤードからのプレーで、ロン・ジャウォースキーからNFLタイ記録の99ヤードのTDパスを捕球した。膝蓋靭帯炎のため、現役を引退した。9シーズンのキャリアを通して、1回あたりのレシーブで15ヤード以上を獲得した。
1998年から、フィラデルフィア・イーグルスの試合のラジオ解説者を務めている。